# Cluster 5
Cluster 5（クラスター5〈ファイブ〉、別名: ΔFVIスパイク）は、新型コロナウイルス感染症 (COVID-19) の原因ウイルスとして知られるSARSコロナウイルス2の変異株の一種である。
2020年11月4日に毛皮用の家畜としてデンマークの北部で飼育されているミンクから発見され、人に伝染することが確認された。この変異株は既に絶滅したと推定される。

## 概要
2020年11月初旬、デンマーク国家血清研究所 (SSI) によってΔFVIスパイクとも呼ばれる Cluster 5 がデンマークの北ユラン地域で発見された。ミンクからミンク農場を経由して人間に拡散したと考えられている。11月4日、デンマークのミンクの個体数を淘汰して、この突然変異が広がる可能性を防ぎ、新しい突然変異が発生するリスクを減らすことが発表された。突然変異が広がるのを防ぐために、封鎖と旅行制限が北ユトランドの7つの自治体に導入された。これは、COVID-19パンデミックに対するデンマーク国内（英語版）または国際的な対応に適合する。11月5日までに、214人のミンク関連のヒトの症例が検出された。
世界保健機関 (WHO) は、Cluster 5 は「中和抗体に対する感受性が中程度に低下している」と述べた。SSIは、突然変異によって開発中のCOVID-19ワクチン効果が低下する可能性があるものの、役に立たなくなる可能性は低いことを警告した。ロックダウンと大規模な検査の結果、SSIは11月19日に「Cluster 5 がおそらく絶滅した」と発表した。2021年2月1日の時点で、すべてSSIの査読付き論文の著者は、Cluster 5 がヒト-ヒト間で流行していないと評価した。